# Czesław Słania
Czesław Słania, född 22 oktober 1921 i gruvstaden Czeladź i Schlesiens vojvodskap, död 17 mars 2005 i Kraków, var en polsk-svensk frimärks- och sedelgravör och grafiker. 

## Biografi
Redan i sin barndom visade Slania prov på sin förmåga att arbeta i små format. Han började att teckna av sedlar och senare också göra små miniatyrer av olika djur liksom porträtt av sina klasskamrater. Från 1946 studerade Slania vid Krakóws konsthögskola där han utexaminerades 1950 efter att han specialstuderat precisionsgravyr. Skolan är välkänd för sin speciella inriktning på grafisk konst. Redan medan han studerade fick han anställning som medhjälpare till Marian Romuald Polak vid det polska statstryckeriet där han arbetade i sex år.
Den 1 augusti 1950 gavs det första frimärket ut där han deltagit som gravör. Det är en bild av en arbetare och en duva och gavs ut i samband med en fredskongress i Warszawa. Året efter gavs det första frimärket ut som var helt graverat av honom. Enligt den polska sexårsplanen som fastställdes 1951 utförde han frimärkena General K Swierczewski, Filosofen Avicenna, N Gogol och V Hugo 1952 för att under 1954 utföra en djurserie följt av Chopin och Copernicus 1955. En av hans sista frimärksgravyrer i Polen blev “Monumentet över Warszawaghettot”. 
År 1956 flyttade den 35-årige Slania till Sverige där han till en början arbetade som frilansgravör i Stockholm. Han fick anställning vid Postverket 1959. Han producerade sedan ett stort antal frimärksgravyrer dels efter förlagor tecknade av olika konstnärer eller fotoförlagor. Han arbetade inte bara åt det svenska postverket utan åt sammanlagt 34 länders postverk och dessutom med sedlar åt tio länder. Slania utsågs dessutom till hovgravör i Sverige, Danmark och Monaco.
Slanias mångsidighet visade sig i att hans gravyrer omfattade såväl kungliga porträtt som filmstjärnor och bilder ur flora och fauna. År 2000 celebrerade Posten med utgivningen av Slanias tusende märke, som samtidigt är det största som någonsin utgivits i gravyrteknik. Det visar mittpartiet av David Klöcker Ehrenstrahls målning Svenska konungars berömlige bedrifter i Ehrenstrahlsalongen på Drottningholms slott från 1695 och har måtten  60 x 81 mm. 
Hans sista frimärke blev Generalförsamlingen, som gavs ut till FN:s 60-årsjubileum i februari år 2005.
Under sina år i Sverige utgav han privat en serie graverade vignettbilder över Årets filmstjärna samt porträtt av världsmästarna i tungviktsboxning från John L. Sullivan till Ingemar Johansson. Slania har varit representerad i ett flertal internationella utställningar bland annat i Warszawa, Paris, Stockholm och Rom där han tilldelades en guldmedalj 1953. 
Som konstnär är Slania representerad vid bland annat Moderna museet i Stockholm, Kalmar konstmuseum,  Postmuseum och Nordiska museet i Stockholm.

## Galleri

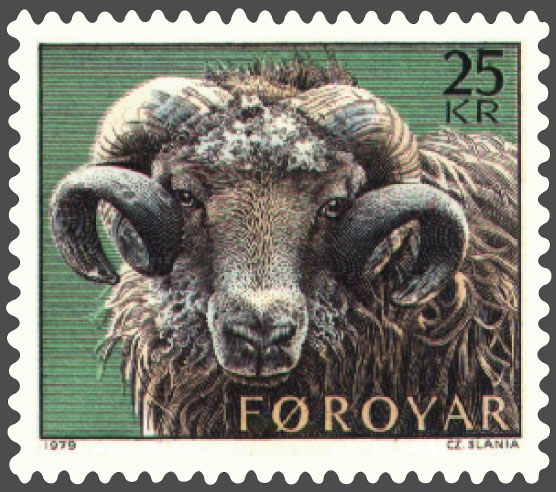
Frimärke från Färöarna från 1979 graverat av Czesław Słania.
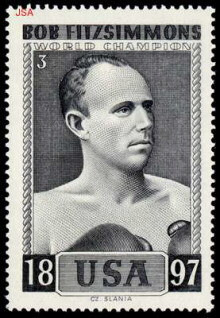
Bob Fitzsimmons.
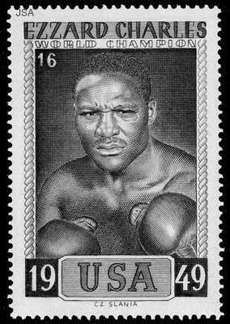
Ezzard Charles.
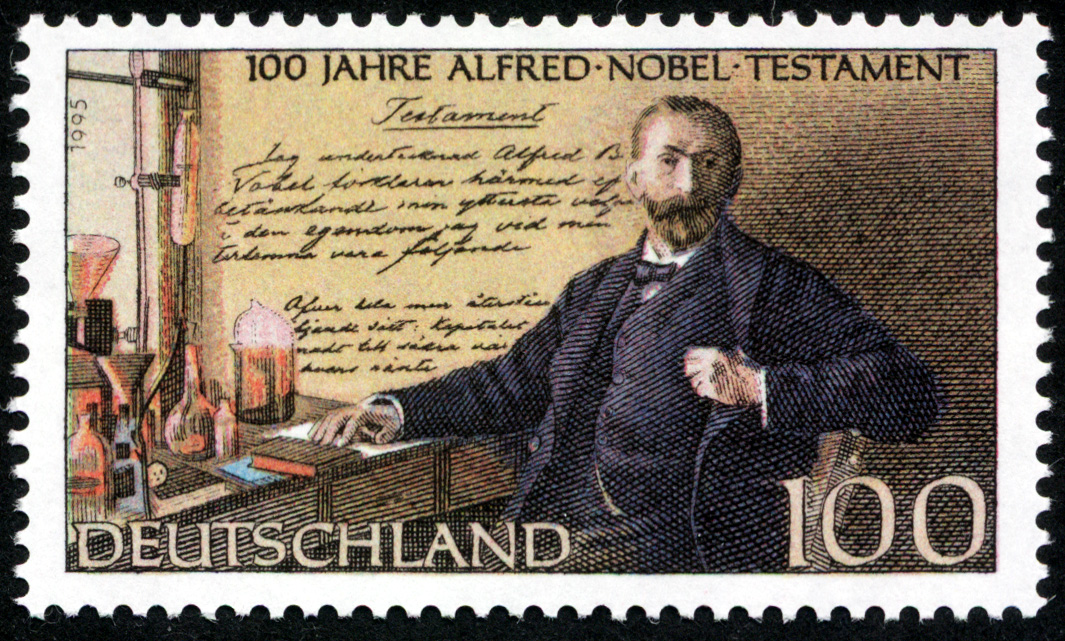
Alfred Nobel.
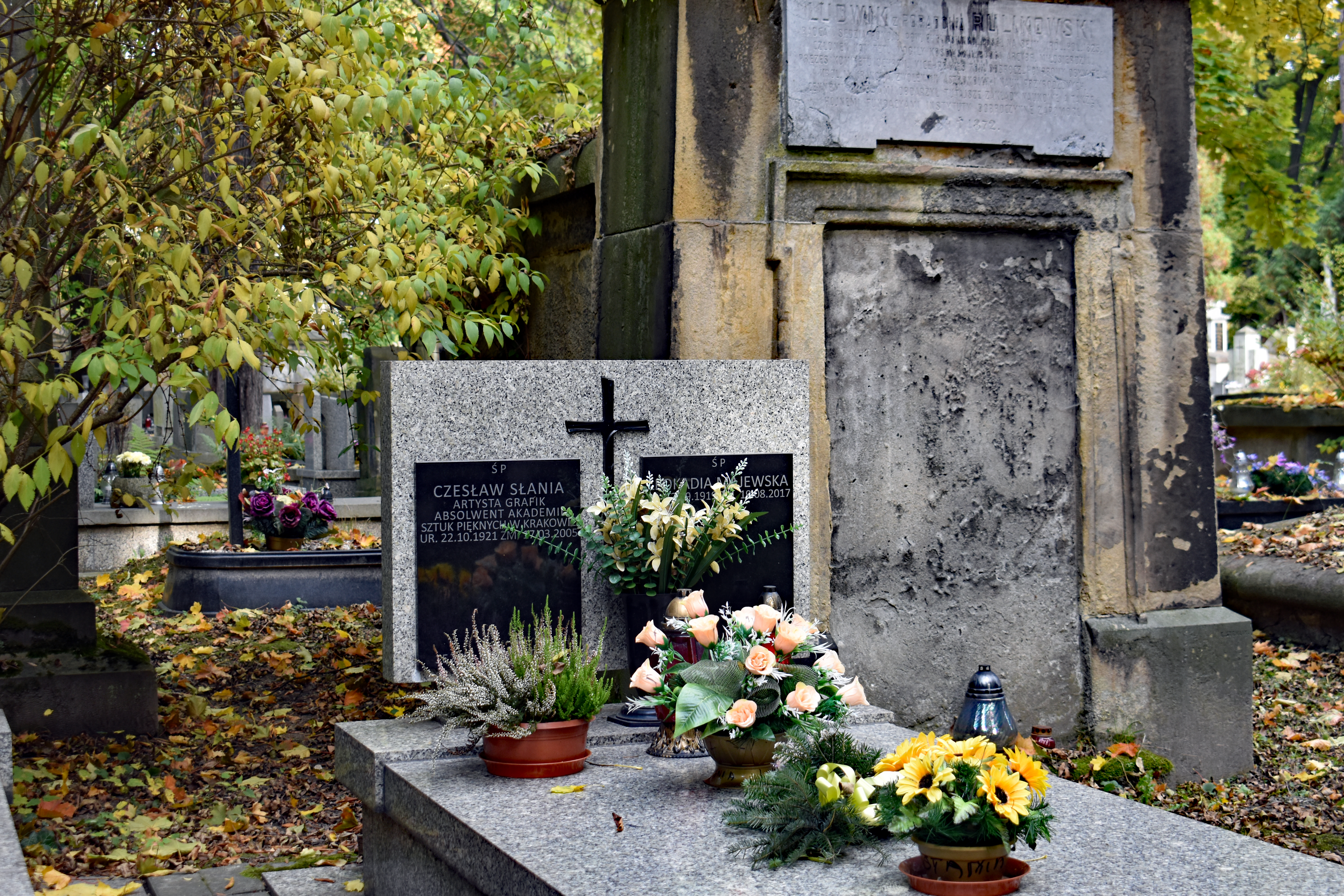
Czesław Słanias grav i Kraków.